# 指揮艦

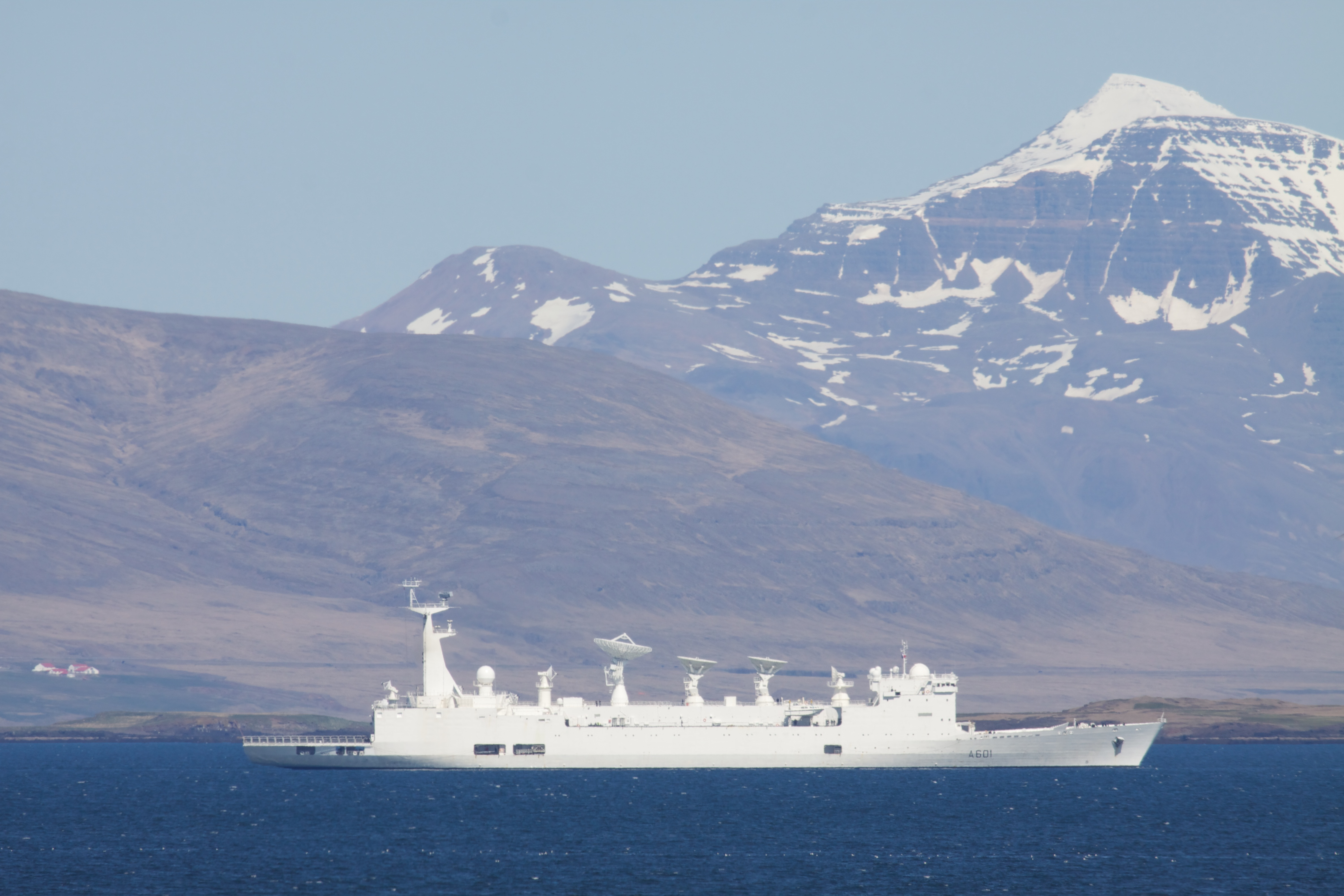
蒙日號，法國海軍的一艘远洋测量船，也是法國海军舰队的指揮艦

指揮艦是艦隊指揮官的旗艦。它們為艦隊指揮官及其參謀提供通信、辦公空間和住宿，並負責協調艦隊活動。
輔助指揮艦具有登陸艦上常見的指揮和控制組件（指揮），還具有登陸部隊和裝備的能力。由於該船作為指揮艦的性質，這些部隊將略少於純登陸艦上的部隊，因此還將容納突擊指揮官、艦隊指揮官或類似地位的人員（通常是北約OF-7或OF-8軍銜——例如少將或中將）。
目前，美國海軍擁有兩艘指揮艦：藍嶺號和惠特尼山號，均為專門建造的“藍嶺級”。兩艘已退役的指揮艦“拉薩爾”號 和“科羅納多”號是由船塢登陸平台（LPD）改裝而來，分別於2005年3月和2006年12月退役，並分別作為支持2007年4月11日艦隊訓練演習的目標和2012年“勇敢之盾”實彈演習的一部分被擊沉。
蘇聯擁有幾艘太空計劃指揮艦：謝爾蓋·科羅廖夫院士號、弗拉基米爾·科馬羅夫科斯莫納夫號、尤里·加加林科斯莫納夫號和蘇聯通訊船SSV-33烏拉爾號。當宇航員和無人任務的軌道不在蘇聯陸基跟踪站的範圍內時，這些飛船大大擴展了跟踪範圍。類似的美國船隻被歸類為導彈測距儀器船（T-AGM）。